# Patrizio Buanne
Patrizio Buanne (20 de septiembre de 1978) es un cantante, compositor y productor italo-austriaco.

## Biografía
Patrizio Franco Buanne nació en Viena, Austria, el 20 de septiembre de 1978. Sus padres, Franco y Alina Buanne, residían en Nápoles, Italia, pero viajaron a Austria con la finalidad de conseguir un mejor futuro y óptima atención médica para su nacimiento.
Debido a la profesión de su padre, que era chef y estableció un restaurante en Viena, su juventud la pasó viajando entre Nápoles y Austria; lo cual desarrolló en él una pasión por los idiomas, al grado de hablar fluidamente italiano, alemán, francés, español, polaco e inglés a sus 17 años.
Paralelamente, desde la infancia creció en él el gusto por la música, a partir de los clásicos italianos y napolitanos que sonaban en el restaurante de su padre; participando en concursos de talento desde los 11 años, y formando una banda juvenil de rock and roll al estilo de los años 50, y participando en ocasiones en solitario.

## Trayectoria

### Edad temprana
A la edad de 17 años, tuvo la oportunidad de cantar frente a 85.000 personas y al papa Juan Pablo II en la visita papal a Wroclaw, Polonia, por iniciativa de un mánager de la industria. Este tema, compuesto en italiano y polaco, le valió su primera grabación de índole local, Angelo di Dio.
Ese mismo año, sin embargo, fue aquel en el que su padre falleció de cáncer, además de que Buanne fue diagnosticado con una úlcera duodenal. A partir de ello, reconoce que fue "tanto la música, como la meta de hacer orgullosa a mi familia, lo que me mantuvo vivo y fuerte".
Años más tarde, resultó ganador en el programa Momenti di Gloria, de Mike Bongiorno, gracias a su interpretación del tema "Diana" de Paul Anka; además de participar en otras emisiones, como Domenica in, y Libero; sin embargo, a pesar del éxito en la televisión local y los contratos que surgieron con empresas de entretenimiento tales como RAI y Mediaset, su ambición era trascender de forma internacional, llevando clásicos de la música pop italiana a otros países, acompañado de una orquesta.

### The Italian(2005)
Ante las dificultades para cumplir con esa visión con apoyo de casas productoras, Buanne viajó a través de Europa dando forma a ideas y conceptos que le permitieran desarrollar estos proyectos con disqueras, promotores y productores, distribuyendo sus propios materiales independientes sin contar con un representante.
Tras 5 años de esfuerzos individuales, fue contactado por un productor dispuesto a cristalizar el proyecto, que se consolidó tras firmar con Universal Music en Inglaterra. Luego de 18 meses de producción, incluyendo la participación de la Royal Philarmonic Orchestra y la finalización del proyecto en los históricos estudios Abbey Road, Buanne lanzó su primer material con difusión internacional, llamado The Italian, donde reinterpretó éxitos italianos y napolitanos. Su primer sencillo fue Il Mondo, de Jimmy Fontana.
El álbum, lanzado el 28 de febrero de 2005, llegó a ser Disco de Oro en el Reino Unido en tan solo una semana, tras vender más de 100.000 copias. Esto, llevó a que la disquera impulsara más el material en otros mercados, llegando a Oro en países como Finlandia y Austria, a Platino en Nueva Zelanda y diversos países de Asia, Doble Platino en Sudáfrica, e incluso, Triple Platino en Australia.
El éxito de The Italian le aseguró una gira internacional de seis semanas, durante las cuales se presentó en cuatro continentes distintos; y, a su vez, la transmisión de algunos del DVD de sus conciertos por la televisora PBS le abrió las puertas de Estados Unidos.

### Forever begins tonight(2007)
En 2007, Buanne lanzó Forever begins tonight, su segundo álbum internacional, que alcanzó altos lugares de popularidad en varios países, incluyendo los puestos 18 y 53 en las listas de sencillos pop del Reino Unido y Estados Unidos, respectivamente, con su sencillo Un Angelo, versión cover del éxito Angels, de Robbie Williams.
En ambos países, su álbum alcanzó estatus de top 10 en la lista de World Albums de Billboard (#7 en Estados Unidos) y Top 15 en el Reino Unido, y junto con su material debut, compiló más de 2 millones de ventas; tras de ello, hizo una gira limitada por Estados Unidos, donde llegó a presentarse frente al Presidente de los Estados Unidos, George W. Bush, en la gala de la National Italian American Association.

### Patrizio(2009)
Su tercer lanzamiento, Patrizio, surgió a partir de su decisión de explorar a los Estados Unidos desde un aspecto de industria, y no solo de tour. La producción de su nuevo álbum, que además de continuar incorporando temas en italiano, incluiría temas del cancionero norteamericano, internacional e inéditos escritos para él, se llevó a cabo en los emblemáticos estudios Capitol, en Los Ángeles, California. Para ello, se asoció con personalidades de la producción como Humberto Gatica (Celine Dion, Elton John, Michael Jackson) y Brian Rawlings (Cher, Enrique Iglesias) y también inició su propia productora, Mondo Buanne Productions.
Este álbum representó, como sus otras dos obras, alcanzar nivel Platino y tener tours a nivel internacional, en este caso, en cada continente del mundo; además, su lanzamiento en el mercado estadounidense, lo llevó al #5 en las listas Billboard de Jazz.
En 2011, exactamente en el cumpleaños de Buanne, el álbum alcanzó el #5 en la lista de jazz de Billboard de Estados Unidos. Seguido por su tercer gira alrededor de Australia, Nueva Zelanda, Asia, Sudáfrica y Estados Unidos, donde fue invitado musical en Larry King y Late Night With Jimmy Fallon.

### Life is beautiful: Dankie Suid Afrika(2011) yWunderbar(2013)
En estos álbumes, Buanne vio reflejada su pasión por otros idiomas, continuando con una dinámica de lanzar un nuevo material cada dos años.
Life is beautiful: Dankie Suid Afrika (2011), fue lanzado para el público sudafricano, donde interpreta melodías en italiano, inglés y afrikáans; donde además colaboró con cantantes como Ladysmith Black Mambazo y Nianell. Este álbum alcanzó Disco de Oro en Sudáfrica, permitiendo su quinta gira en el país.
El lanzamiento de Wunderbar (2013), fue pensado para el público de habla alemana. Durante su gira mediática de presentación, su rendición en vivo del tema "Mamma", dirigido a su madre, le dio tal visibilidad que fue invitado por el anfitrión Florian Silbereisen a un tour de más de 30 conciertos, entre Alemania, Suiza y Austria.

### Viva la dolce vita(2015)
En Viva la dolce vita (2015), su cuarto álbum mundial, su repertorio incluyó interpretaciones de éxitos de Elvis Presley (Surrender), Nat King Cole (Smile) y Tom Jones (Help Yourself). La popularidad de este álbum se encontró principalmente en Australia, donde alcanzó el #1 en la lista de éxitos clásicos / crossover; y el #33 en listas de materiales pop; logrando ventas a nivel Platino.

### Bravo Patrizio(2016)
El 29 de abril de 2016, fue el lanzamiento de Bravo Patrizio (2016), una compilación de su primera década de trayectoria; y cuya lista de canciones fue seleccionada por el mismo Buanne. Este lanzamiento fue seguido de su quinta gira por Estados Unidos, Austral-Asia y Sudáfrica, denominada "Bravo Patrizio - The Aniversary Tour".

### Italianissimo(2017) yMe Enamoré
Actualmente, Patrizio Buanne se encuentra grabando su primer álbum en español, cuyo título tentativo es "Italianissimo"; tras hacer la grabación de su primer sencillo "Me Enamoré", que es tema principal de la producción televisiva "El Vuelo de la Victoria" a nivel nacional en México, y cuyos compositores son Eduardo Murguía y Mauricio Arriaga.

## Estilo
Para Buanne, la imagen del cantante italiano se ha hecho estereotípica, dado que se asocia directamente con la ópera (y su reinterpretación pop, o "popera") y la música clásica. Al respecto, menciona que "un rango de voz que abarca desde la tesitura de un barítono a la tesitura de un tenor, no significa que yo sea un cantante clásico o de ópera. Lo verdaderamente importante, es sentir lo que estás cantando, para poderlo proyectar al público".
Desde su primer álbum, su objetivo es dar a conocer cómo, a través de los tiempos, la música italiana ha trascendido a nivel internacional como éxitos pop, y no solamente en las vertientes comúnmente asociadas.

### Influencias
Algunas de las influencias que han impactado en su estilo, de acuerdo a Buanne, son:
- Massimo Ranieri.
- Sergio Bruni.
- Nicola di Bari.
- Julio Iglesias.
- Nino Bravo.
- The Platters.
- Dean Martin.
- Mario Lanza.
- Tony Bennett.
- Frank Sinatra.
- Paul Anka.
- Elvis Presley.
- Tom Jones.
- Peter Cetera
- Freddy Mercury.
- Bon Jovi.

## Recepción internacional
Patrizio Buanne ha contado con diversas reseñas positivas, además de sus ventas. El presentador estadounidense de TV Larry King, declaró que "ésta sensación internacional del canto estará vigente mucho tiempo, así que aprendan el rostro, la voz y el nombre... ¡Patrizio!.
El diario Boston Globe, lo describió como un Celine Dion en versión masculina, y TimeOut NY identificó su estilo como que hace sentir que se está en una película de Scorsese.